# یاپنتسین
یاپنتسین (به آلمانی: Japenzin) یک منطقهٔ مسکونی در آلمان است که در اشپانتکوو واقع شده‌است. یاپنتسین ۲۱۷ نفر جمعیت دارد.